# Yoshihisa Yamamoto
Pour les articles homonymes, voir Yoshihisa.
Yoshihisa Yamamoto (山本 喜久, Yamamoto Yoshihisa), est un scientifique et ingénieur lauréat des Médailles honorifiques du Japon avec le ruban pourpre,.

## Biographie
Yoshihisa Yamamoto est né le 21 novembre 1950 à Tokyo. En 1973, il a obtenu son Baccalauréat universitaire en sciences de l'Université de technologie de Tokyo,. Il a poursuivi ses études à l'Université de Tokyo où il a obtenu une Maîtrise universitaire ès sciences en 1975 et un Philosophiæ doctor en 1978,. Depuis 1992, il est professeur de physique appliquée et de génie électrique à l'Université de Stanford aux États-Unis. Depuis 2003, il a également enseigné à l'Université de Tokyo et l'Institut National d'Informatique à Tokyo.

## Travail
Yamamoto est principalement connu pour son travail dans les années 1980 sur la fibre optique de communication, les "diodes laser", sans démolition quantique de la mesure et les effets d'optique quantique. Son travail le plus important dans les années 1990 est en semi-conducteurs en optique quantique (surtout des microcavités et des puits quantiques) et les effets quantiques et le bruit des appareils électroniques.